# Нововолодимирське
Нововолодимирське —  село в Україні, у Близнюківській селищній громаді Лозівського району Харківської області. Населення становить 404 осіб. До 2020 орган місцевого самоврядування — Новонадеждинська сільська рада.

## Географія
Село Нововолодимирське знаходиться поруч з пересихаючим струмком, одним з витоків річки Бритай. На струмку створені загати.

## Історія
1912 - дата заснування. Засноване німецькими поселенцями Варкатяйн (Варкантин, Варкентан), Пенер і Вал, які взяли в оренду 130 десятин землі. Тут вони побудували три житлові будинки. Так виник німецький хутір, який згодом стали називати Варкантинівським. Німці господарювали тут до 1925 року. У 1925 році Варкентан виїхав до Америки, а Пенер і Вал у 1930 році були розкуркулені і виселені у віддалені райони. В цей час відбувається заселення хутора Варкантинівського новими поселенцями, які прибувають з інших областей України.
У жовтні 1942 року поблизу Новонадеждиного велися вперті оборонні бої з німцями, які вели воїни сталінського 69-го кавалерійського полку. Запеклі бої проходили у лютому 1942 року. У цих боях брали участь воїни 564-го і 1143-го стрілецьких полків. У лютому 1943 року біля села Новонадеждине билися з нацистами радянські воїни, які виходили з оточення. Майже всі воїни загинули, борошивсь до останнього патрона. Після бою мешканка села Ольга Іванівна Бугайчук сховала у своєму будинку двох поранених радянських офіцерів – підполковника В.І.Подплетьонного і старшого лейтенанта О.І.Халімова. 8 березня 1943 року нацистські карателі і поліцаї, які ввірвалися в Новонадеждине, після страшних катувань розстріляли поранених радянських воїнів і їх рятівницю. Остаточно село було зайняте радянськими військами лише у ході вересневих боїв 1943 року. Радянські воїни, які загинули за звільнення села поховані у братській могилі. Всього поховано – 132 воїни, з них відомі прізвища 42-х.Багато жителів Новонадеждиного брали участь на фронтах Німецько-радянської війни проти німецько-нацистських загарбників. 170 жителів загинуло у боях.
12 червня 2020 року, відповідно до Розпорядження Кабінету Міністрів України № 725-р «Про визначення адміністративних центрів та затвердження територій територіальних громад Харківської області», увійшло до складу Близнюківської селищної громади.
19 липня 2020 року, в результаті адміністративно-територіальної реформи та ліквідації Близнюківського району, увійшло до складу Лозівського району Харківської області.
22 червня 2023 року рішенням №230 Національної комісії зі стандартів державної мови віднесено до списку населених пунктів, які «можуть не відповідати лексичним нормам української мови», зокрема стосуватися «російської імперської чи колоніальної політики». Громаді рекомендовано обґрунтувати доцільність збереження поточної назви або запропонувати нову назву в установленому законодавством порядку.
У 2025 році село перейменували з Новонадеждине на Нововолодимирське

## Економіка
- В селі є молочно-товарна і вівце-товарна ферми, машинно-тракторні майстерні.
- Кілька невеликих піщаних кар'єрів.

## Культура
- Школа.
- Клуб.
- Стадіон.